# Al-Haguniyya
al-Haguniyya (arabiska: الحكونية; spanska: Hagunia; franska: El Hagounia) är en ort i den av Marocko kontrollerade delen av det omstridda området Västsahara.
Enligt Marockos administrativa indelning tillhör orten en landskommun med samma namn i provinsen Tarfaya. Denna kommun hade 151 invånare enligt Marockos folkräkning 2014.